# アービング (芸能プロダクション)
株式会社アービング（英: irving Co., Ltd）は、東京都千代田区に本社を置く日本の芸能プロダクションである。

## 概要
一般社団法人日本音楽事業者協会の正会員社である。所属タレントは、俳優やモデルをはじめ、野球やサッカーなど、元アスリート選手や有名韓国人アーティストまで多岐にわたる。
代表：社長　張江泰之
事務所の所在地変遷
東京都港区六本木3-9-11メインステージ六本木2F → 東京都港区六本木3-1-29梅原ビルディングⅡ8F → 東京都千代田区内神田1-7-6

## 所属タレント
- 橋本マナミ
- 奈緒
- 箭内夢菜
- 川津明日香
- 酒井若菜
- 水上京香
- 甲斐まりか
- 月山京香
- 豊島心桜
- 丘みどり
- Mumeixxx（業務提携）
- 永尾まりや（業務提携）
- 芹名
- 葉加瀬マイ
- 渡辺舞
- 外原寧々
- 福間文香
- 竹内渉
- 椿原愛
- 黒澤ゆりか
- 大塚莉奈
- 山本咲希
- 牧野澪菜
- 小池ありさ
- 河原あずさ
- 倭早希
- 工藤莉奈
- 梅谷心愛
- 平本莉美
- 松岡えみり
- ナターシャ
- 国本紬
- 葉月あさひ
- 山城沙羅
- 安武風花
- 茉弥
- 袴田彩会
- 宝積千紘
- 久保千咲
- 野村心春
- 岩村⼼愛
- 兵頭百華
- 高橋凛
- ⽯井沙季
- ゆいかれん
- 杉本愛里
- 寒川綾奈
- 藤中璃子
- 徳山遙
- 岸田慧香
- 森脇優花
- 湯淺凜子
- 大平くるみ
- 川村アリア
- 最愛
- juri
- スミスあんな
- 心瞳
- 北川尚弥
- 葵揚
- 白石朋也
- 才川コージ
- 白鳥大珠
- ユーゴ
- 萬谷法英
- 前田瑞貴
- 藤田智大
- 足立英昭
- 牧亮佑
- 京山陽春
- 御堂耕平
- 田中智也
- A-ichiro（高垣英一郎）
- 浅野竣哉
- 吉川大貴
- 福永拓海
- 山口太幹
- 小椋涼介
- 重岡サトル
- 松尾樹
- 澤井一希
- 吉田共朗
- 宮川竜之介
- 瀬戸口希哉
- 柴山大輝
- 金子洋大
- 椎葉海人
- 斎藤雅樹
- 村田真一
- 小笠原道大
- 吉田貴志
- リュ・シウォン
- MYNAME

## 過去に所属していたタレント
- 阿井莉沙
- 天手千聖
- 安藤萌
- 生井恵
- 井上貴子
- 榎並さち（別名・川村えな）
- 大友樹乃
- 大原海輝
- 岡田隆之介
- 小野田龍之介
- 樫本琳花
- 花清真由子
- 加藤美穂
- 金原弘光
- 河西里音
- 片山陽加（元AKB48）
- 金野沙奈江
- カロリナ
- 神取忍
- クォン・サンウ
- 鯨井康雄
- 工藤大貴
- くまきりあさ美
- 黒木ナルト
- 後藤孝志
- 坂下陽春
- 四葉文
- ジョシュア
- 城田純
- SUPER BEAVER
- 芹川楓
- ソ・イングク
- ソン・シギョン
- 高木さやか
- 高島優子
- 高橋真依子
- 田嶌友里香
- 田邉梨絵
- チョン・ウソン
- 寺西彗悟
- 灯敦生
- 永岡卓也
- 中山あやか
- 梛野里佳子
- 南伊
- nicola
- 仁科仁美
- 糠信泰州
- パク・ヒョンビン
- パメラ
- 平岡千香子
- 福田朱子（元SDN48）
- 藤井泰造
- 藤崎ルキノ
- 藤本りせ
- Fly to the Sky
- Block B
- 辺見玲菜
- 松井珠理奈（元SKE48）
- 松村彩香
- 松本進
- 麻由
- 丸本凛
- 美月
- 水咲優美
- 南北斗
- 宮本和知
- 八木菜々花
- 矢吹春奈
- 横山あやか
- ラモス瑠偉
- RAMJA
- 渡辺泰史